# Luis Orozco Abraham
Luis Orozco Abraham (Sucre, 9 de enero de 1952) es un entrenador boliviano.
Fue el preparador físico de la selección de fútbol de Bolivia en la Copa Mundial de 1994.

## Clubes

### Como entrenador
| Club            | País    | Año             |
| --------------- | ------- | --------------- |
| Bolívar         | Bolivia | 1997 - 2000     |
| Blooming        | Bolivia | 2001            |
| The Strongest   | Bolivia | 2002 - 2003     |
| The Strongest   | Bolivia | 2008 (interino) |
| San José        | Bolivia | 2008            |
| Nacional Potosí | Bolivia | 2011            |
| FATIC           | Bolivia | 2019            |
| The Strongest   | Bolivia | 2021            |

## Palmarés

### Como entrenador
Títulos regionales
| Título             | Club  | Año  |
| ------------------ | ----- | ---- |
| Primera "A" (AFLP) | FATIC | 2019 |

Títulos nacionales
| Título                      | Club    | Año  |
| --------------------------- | ------- | ---- |
| Primera División de Bolivia | Bolívar | 1997 |